# No Pads, No Helmets... Just Balls
No Pads, No Helmets... Just Balls — дебютний студійний альбом канадського поп-панк гурту Simple Plan. Виданий 19 березня 2002  року на Atlantic Records. Альбом видався комерційно успішним, адже був виданий під час піку популярності напрямку поп-панк, внаслідок виходу альбому Take Off Your Pants and Jacket гурта Blink 182. No Pads, No Helmets...Just Balls досяг 35 місця у чарті Billboard 200 у США , та 29 місця у Австралії. Згодом альбом став два рази платиновим у США. У запису альбому взяли участь Марк Гоппус з Blink 182 та Джоел Медден з Good Charlotte.

## Список пісень
| #   | Назва                                          | Тривалість |
| --- | ---------------------------------------------- | ---------- |
| 1.  | «I'd Do Anything» (feat. Марк Гоппус)          | 3:17       |
| 2.  | «The Worst Day Ever»                           | 3:27       |
| 3.  | «You Don't Mean Anything» (feat. Джоел Медден) | 2:28       |
| 4.  | «I'm Just a Kid»                               | 3:18       |
| 5.  | «When I'm With You»                            | 2:37       |
| 6.  | «Meet You There»                               | 4:14       |
| 7.  | «Addicted»                                     | 3:52       |
| 8.  | «My Alien»                                     | 3:08       |
| 9.  | «God Must Hate Me»                             | 2:44       |
| 10. | «I Won't Be There»                             | 3:09       |
| 11. | «One Day»                                      | 3:15       |
| 12. | «Perfect»                                      | 4:37       |

| Бонус-треки | Бонус-треки                                                                                           | Бонус-треки |
| #           | Назва                                                                                                 | Тривалість  |
| ----------- | --- | ----------- |
| 13.         | «One By One» (Австралія, Велика Британія, Японія.)                                                    | 3:25        |
| 14.         | «Grow Up» (У всіх версія альбому крім Малайзії та Канади/iTunes Bonus Track.)                         | 2:32        |
| 15.         | «My Christmas List» (Схований трек після пісні Grow Up у версії альбому для США і Європи.)            | 3:57        |
| 16.         | «American Jesus (Live Cover Version)» (Схований трек у версії альбому для Європи. Enhanced CD track.) | 4:00        |

Крім самого альбому, у Японії була видана комбінована версія, де на DVD були присутні кліпи на пісні "I'm Just a Kid", "I'd Do Anything", та "Addicted".